# Критерий Куранта — Фридрихса — Леви
Критерий Куранта — Фридрихса — Леви (критерий КФЛ) — необходимое условие устойчивости явного численного решения некоторых дифференциальных уравнений в частных производных. Как следствие, во многих компьютерных симуляциях временной шаг должен быть меньше определённого значения, иначе результаты будут неправильными. Критерий назван в честь Рихарда Куранта, Курта Фридрихса и Ганса Леви, которые описали его в своей работе в 1928 году.
Физически критерий КФЛ означает, что частица жидкости за один шаг по времени не должна продвинуться больше, чем на один пространственный шаг. Или, иными словами, вычислительная схема не может корректно обсчитывать распространение физического возмущения, которое в реальности движется быстрее, чем вычислительная схема позволяет "отслеживать", то есть один шаг по пространству за один шаг по времени.

## Формулировка
Критерий КФЛ применяется к гиперболическим уравнениям. В одномерном случае условие имеет вид:
{\displaystyle {\frac {|u|\Delta t}{\Delta x}}<C}
где 
- {\displaystyle u} — скорость переноса,
- {\displaystyle \Delta t} — временной шаг,
- {\displaystyle \Delta x} — пространственный шаг, а
- константа {\displaystyle C} зависит от уравнения, но не зависит от {\displaystyle \Delta t} и {\displaystyle \Delta x}.

В двумерном случае условие имеет вид:
{\displaystyle {\frac {u_{x}\Delta t}{\Delta x}}+{\frac {u_{y}\Delta t}{\Delta y}}<C}